# Klopfsensor
Der Klopfsensor ist ein Bestandteil der elektronischen Klopfregelung in einem Verbrennungsmotor. Es ist ein  Körperschallsensor, dessen Signal mithilfe von elektronischen Filtern und einem digitalen Signalprozessor auf die für das Klopfen typischen hochfrequenten Schwingungsanteile untersucht wird. Einer oder mehrere dieser Sensoren sollen Detonationen in jedem Zylinder erkennen. In manchen Fällen kann dieses akustische Verfahren durch andere mechanische Einflüsse (Steinschlag, Kettenrasseln usw.) zu Fehlsignalen führen.

## Grundlagen
Man kann den Klopfsensor als Ohr einer elektronischen Baugruppe sehen, das Motorschwingungen bzw. Vibrationen von Verbrennungsmotoren aufnimmt und sie als Eingangssignale in Form von elektrischer Spannung an das Motorsteuergerät liefert, das sie wiederum mit vorgegebenen Werten vergleicht. Registriert der Klopfsensor durch Klopfmessung mittels Diagnosegerät ein Klopfen des Motors, wird der Zündzeitpunkt automatisch in Richtung „spät“ verstellt, bis keinerlei Klopfgeräusche mehr festgestellt werden. Danach wird der Zündzeitpunkt wieder schrittweise in Richtung „früh“ verstellt, bis wieder Klopfen registriert wird. Ein früher Zündzeitpunkt führt zu einer besseren Ausnutzung der Verbrennungsenergie und damit zu erhöhter Leistung und einem besseren Wirkungsgrad des Motors. Der Motor wird durch diese Regelung permanent in der Nähe der sogenannten Klopfgrenze gehalten. So werden eine möglichst hohe Leistungsausbeute und damit eine optimale Betriebsweise des Motors bezüglich des Wirkungsgrades erreicht. Außerdem werden dadurch Schwankungen in der Kraftstoffqualität ausgeglichen und so Motorschäden verhindert.
Elektrotechnisch ist der Klopfsensor ein piezoelektrischer Sensor. Präzise handelt es sich dabei um ein Longitudinal-Element.

## Ursachen für das Motorklopfen
Ursache für das so genannte Motorklopfen sind Selbstzündungen des Gemischs in Bereichen, die weit von der Zündkerze entfernt sind. Die Selbstzündungen treten vor allem auf, wenn Kraftstoff mit geringer Oktanzahl verwendet wird. Während der Verdichtung und nach der einsetzenden Verbrennung steigen die Temperatur und der Druck im Zylinder stark an. In Bereichen, die sehr spät von der regulären Verbrennung erfasst werden, dem sogenannten Endgasbereich, kommt es im verbleibenden Frischgemisch zu Vorreaktionen, die dazu führen, dass beim Überschreiten einer kritischen Temperaturschwelle dieses Gemisch spontan umgesetzt wird, bevor es von der eigentlichen Flamme erreicht wird. Im Gegensatz zur „normalen“ deflagrativen Verbrennung spricht man dann von einer Detonation.
Moderne Ottomotoren neigen teils deshalb zum Klopfen, weil aus thermodynamischer Sicht ein hohes Verdichtungsverhältnis wünschenswert ist. Gängige Werte liegen hier bei 8,5:1 für aufgeladene Motoren, bei 10,5:1 für Saugmotoren mit Saugrohreinspritzung und bei bis zu 12:1 für Saugmotoren mit Direkteinspritzung. Durch die hohe Verdichtung ergeben sich auch hohe Spitzendrücke und -temperaturen, welche die oben beschriebenen Selbstzündungen begünstigen.